# Dariusz Wszola
Dariusz Wszoła (2 juni 1978) is een Pools powerlifter.

## Levensloop
Wszoła won verschillende wereld- en Europese titels in het powerliften en het bankdrukken.
In 2005 (Duisburg, 3de), 2009 (Kaohsiung, 4de),  2013 (Cali, 6e) en 2017 (Wroclaw, 9e) nam hij deel aan de Wereldspelen in het powerliften bij de lichtgewichten (-67,5kg).

## Palmares
| - Wereldspelen lichtgewichten: 2005 - Wereldkampioenschap -52kg-klasse: 2006 - Wereldkampioenschap -56kg-klasse: 2008 - Klassiek wereldkampioenschap -59kg-klasse: 2013 - Open wereldkampioenschap -59kg-klasse: 2011 - Wereldkampioenschap -56kg-klasse: 2010 - Klassiek wereldkampioenschap -59kg-klasse: 2012, 2014 - Wereldkampioenschap -56kg-klasse: 2009 - Klassiek wereldkampioenschap -59kg-klasse: 2016 - Open wereldkampioenschap -59kg-klasse: 2012 - Europees kampioenschap -52kg-klasse: 2006 - Europees kampioenschap -56kg-klasse: 2007, 2008, 2009, 2010 - Klassiek Europees kampioenschap -59kg-klasse: 2018, 2019 - Open Europees kampioenschap -59kg-klasse: 2011, 2016 - Europees kampioenschap -52kg-klasse: 2000, 2004 - Europees kampioenschap -56kg-klasse: 2005 - Klassiek Europees kampioenschap -59kg-klasse: 2016 - Open Europees kampioenschap -59kg-klasse: 2015, 2017, 2018 - Europees kampioenschap -52kg-klasse: 1999, 2001, 2002 - Open Europees kampioenschap -59kg-klasse: 2012, 2019 goudcL PL wC 2017 brons cL PL wC 2015, 2017 | - Open Wereldkampioenschap -59kg-klasse: 2011 - Wereldkampioenschap -52kg-klasse: 2006 - Wereldkampioenschap -56kg-klasse: 2008 - Wereldkampioenschap -59kg-klasse: 2012, 2015 - Wereldkampioenschap raw -59kg-klasse: 2016 - Wereldkampioenschap -52kg-klasse: 2003 - Wereldkampioenschap -56kg-klasse: 2007, 2010 - Wereldkampioenschap -59kg-klasse: 2016 - Klassiek wereldkampioenschap -59kg-klasse: 2019 - Open Europees kampioenschap -59kg-klasse: 2010 en 2016 - Europees kampioenschap -52kg-klasse: 2004, 2006 - Europees kampioenschap -56kg-klasse: 2005, 2007, 2008, 2009 - Open Europees kampioenschap -59kg-klasse: 2012, 2013, 2015, 2017, 2019 - Klassiek Europees kampioenschap -59kg-klasse: 2018, 2019 - Open Europees kampioenschap -59kg-klasse: 2011 - Klassiek Europees kampioenschap -59kg-klasse: 2017 |